# Ozonide
Ozonide bezeichnet eine seltene Klasse instabiler chemischer Verbindungen, die aus der Addition von Ozon zu einer Doppelbindung oder Dreifachbindung innerhalb einer ungesättigten chemischen Verbindung resultieren.

## Geschichte
Entdeckt wurden Ozonide 1866 durch Christian Friedrich Schönbein beim Durchleiten von Ozon durch konzentrierte alkalischen Lösungen durch eine Rotfärbung. 1868 entdeckte Charles Adolphe Wurtz, der bei seinen Experimenten zur Umsetzung von Kaliumhydroxid mit Ozon eine charakteristische Verfärbung des Reaktionsprodukts beobachtete, ein festes Reaktionsprodukt. Die genaue chemische Zusammensetzung dieser gelb-braunen Verbindung, die sich in Abwesenheit von Ozon sofort wieder zersetzte, blieb lange unklar. Baeyer und Villiger erklärten die Verbindung beispielsweise als Salz der hypothetischen Säure H2O4. Erst 1949 erkannte Isaak Abramovich Kazarnovskii die korrekte Zusammensetzung MO3 und prägte den Begriff „Ozonid“. Im Zeitraum von 1960 bis 1970 wurden ionische Ozonide, im Gegensatz zu den kovalenten Ozoniden, die bei der Ozonolyse ungesättigter Kohlenwasserstoffe entstehen, vor allem von russischen und amerikanischen Wissenschaftlern hinsichtlich ihrer Verwendung  als Sauerstoffgeneratoren für die Raumfahrt untersucht. Die intrinsische Instabilität der Ozonide verhinderte jedoch einerseits die technische Anwendung und erschwerte andererseits, bei den damaligen experimentellen Möglichkeiten, die Reindarstellung und Handhabbarkeit. Deshalb ging das Interesse an dieser Substanzklasse nach 1970 zurück. Erst 1985 konnten Alkalimetallozonide nach einem Verfahren von Schnick und Jansen rein in Grammmengen hergestellt werden.
Die organischen Ozonide wurden zuerst 1898 von Marius-Paul Otto untersucht, der Reaktionen von Ozon mit organischen Substanzen systematisch studierte. 1904 wurde dann von Carl Dietrich Harries die Ozonolyse entdeckt und 1951 der dreistufige Mechanismus der Ozonolyse durch Rudolf Criegee aufgeklärt.

## Organische Ozonide
In der organischen Chemie werden als Ozonide Verbindungen mit einer Trioxolan-Grundstruktur verstanden (cyclische, acetylartige von Aldehyden und Ketonen abgeleitete Peroxide), die bei der Reaktion von Alkenen oder Alkinen mit Ozon entstehen. Dabei werden 1,2,3-Trioxolane als primäre Ozonide oder Molozonide und die bei höheren Temperaturen spontan daraus entstehenden 1,2,4-Trioxolane als sekundäre Ozonide bezeichnet. Es werden auch noch monomere und oligomere Ozonide unterschieden. Diese sind meist mehr oder weniger dicke Öle oder farblose sirupartige Massen. Selten kommen auch amorphe oder kristalline Verbindungen vor. In der Regel sind sie unbeständig und zersetzen sich spontan, wobei allerdings auch stabilere Verbindungen (wie die des Citrals) bekannt sind. Die meisten organischen Ozonide sind in Wasser schwer löslich oder zersetzen sich bei Kontakt mit Wasser, sind jedoch in organischen Lösungsmitteln löslich. Die Zersetzung von Ozoniden verläuft stark exotherm. Für aus 1-Alkenen resultierende Ozonide wurden mittels DSC ab 100 °C Zersetzungswärmen zwischen −313 und −347 kJ·mol−1 bestimmt.

Entstehung von organischen Ozoniden

Das stabile Ozonid Arterolan wird als potentieller Antimalaria-Wirkstoff untersucht.

## Anorganische Ozonide
In der anorganischen Chemie werden Verbindungen MO3 (M = Alkalimetall) als Ozonide bezeichnet. Sie enthalten ein paramagnetisches gewinkeltes O3−-Ion mit einem O-O-O-Winkel von etwa 113,5° (der Winkel variiert etwas je nach Kation), dessen ungepaartes Elektron sich im π*-Molekülorbital befindet. Alkalimetallozonide entstehen bei der Einwirkung von Ozon auf die festen Hyperoxide von Metallen (wie Kalium, Rubidium oder Caesium), wobei die Reaktionsenthalpie durch Kühlung abgeführt werden muss. Die Herstellung und Handhabung von anorganischen Ozoniden ist damit aufwendig und erfordert z. B. tiefe Temperaturen unter −10 °C und eine Inertgas-Atmosphäre.
{\displaystyle {\ce {MO2 + O3 -> MO3 + O2}}}
Die anorganischen Ozonide besitzen eine tiefrote Farbe und sind chemisch meist instabil. Sie zersetzen sich schon bei Raumtemperatur zu den Hyperoxiden und Sauerstoff. Anorganische Ozonide sind mit Ausnahme des Lithiums und des Franciums von allen Alkalimetallen bekannt.
Tetramethylammoniumozonid N[CH3]4O3, das ebenfalls in diese Gruppe gehört, ist das stabilste ionische Ozonid und zersetzt sich erst oberhalb von 75 °C. Es kann durch Reaktion von Tetramethylammoniumhyperoxid mit Caesiumozonid oder Kaliumozonid in flüssigem Ammoniak dargestellt werden.
{\displaystyle {\ce {(N[CH3]4)O2 + CsO3 -> (N[CH3]4)O3 + CsO2}}}
Seit den frühen 1960er-Jahren sind auch Phosphitozonide (RO)3PO3 bekannt.
|                  | Natriumozonid                                                                             | Kaliumozonid                                       | Rubidiumozonid                                  | Caesiumozonid           |
| ---------------- | ----------------------------------------------------------------------------------------- | -------------------------------------------------- | ----------------------------------------------- | ----------------------- |
| Formel           | NaO3                                                                                      | KO3                                                | RbO3                                            | CsO3                    |
| Aussehen         | rot                                                                                       | dunkelrot                                          | dunkelrot                                       | dunkelrot               |
| Zersetzung       | unterhalb Raumtemperatur                                                                  | langsam bei Raumtemperatur                         | langsam bei Raumtemperatur                      | ab 50 °C                |
| O-O-O-Winkel     | 113,0°                                                                                    | 113,5°                                             | 113,7°                                          | 114,6°                  |
| Kristallstruktur | Natriumnitrit-Struktur (orthorhombisch, Raumgruppe Im2m (Raumgruppen-Nr. 44, Stellung 3)) | tetragonal Raumgruppe I4/mcm (Raumgruppen-Nr. 140) | monoklin, Raumgruppe P21/c (Raumgruppen-Nr. 14) | Caesiumchlorid-Struktur |